# Jordan Zemura
Jordan Bhekithemba Zemura (* 14. November 1999 in Lambeth, South London, England) ist ein englisch-simbabwischer Fußballspieler, der aktuell bei Udinese Calcio unter Vertrag steht. Seit 2020 spielt er zudem für die simbabwische Fußballnationalmannschaft.

## Karriere

### Vereine
Das Kind simbabwischer Eltern begann im Alter von sechs Jahren in der Jugendakademie der Queens Park Rangers mit dem Fußballspielen. Nach einem Probetraining beim FC Chelsea wechselte er 2011 in die Jugendabteilung von Charlton Athletic, wo er in den folgenden acht Jahren spielte.
2019 nahm ihn der AFC Bournemouth unter Vertrag. Sein Debüt für Bournemouth im Profibereich gab er am 15. September 2020 im EFL Cup gegen Crystal Palace im heimischen Vitality Stadium, das Bournemouth nach einem 0:0-Unentschieden mit 11:10 nach Elfmeterschießen gewann. Zemura gehörte zu den erfolgreichen Schützen.
Sein erstes Ligaspiel bestritt Zemura am 6. August 2021 beim 2:2 im Saison-Eröffnungsspiel der EFL Championship 2021/22 gegen West Bromwich Albion. Die beiden ersten Tore in seiner Profikarriere erzielte er am 11. September 2021 beim 3:0-Sieg gegen den FC Barnsley. Am Ende der Saison stieg Zemura mit Bournemouth in die Premier League auf.
Im September 2022 wurde bekannt, dass er mit 385 £ pro Woche von allen Spielern der Premier League das niedrigste Gehalt bezieht.

### Nationalmannschaft
Aufgrund der Herkunft seiner Eltern ist Zemura für die simbabwische Nationalmannschaft spielberechtigt.
Er wurde erstmals im November 2019 in den simbabwischen Kader für die Qualifikationsspiele zum Afrika-Cup 2022 gegen Sambia und Botswana berufen, musste aber wegen seines abgelaufenen Reisepasses absagen. Sein Debüt in der Nationalmannschaft gab er am 13. November 2020 bei der 1:3-Niederlage in der Qualifikation zum Afrika-Cup gegen Algerien. Simbabwe qualifizierte sich als Gruppenzweiter für das Turnier. Nationaltrainer Norman Mapeza berief Zemura in den simbabwischen Kader. Während des Turniers kam er in den Vorrundenspielen gegen Malawi und Guinea zum Einsatz.